# Semiothisa arenosa
Semiothisa arenosa là một loài bướm đêm trong họ Geometridae.